# 下呂町立下呂小学校東上田分校
下呂町立下呂小学校東上田分校（げろしりつ げろしょうがっこう　ひがしうえだぶんこう）は、かつて岐阜県益田郡下呂町に存在した公立小学校の分校。

## 概要
- 下呂小学校の分校であった。校区は下呂町東上田（現・下呂市東上田）であった。1964年時点の児童数は30名。

## 沿革
- 1886年（明治19年）
  - 5月3日 - 三郷村の中呂学校[注釈 2]の分校として、下呂村大字東上田に中呂学校東上田分校が開校する。民家を仮校舎とする。
  - 12月 - 独立し、東上田簡易科小学校となる。
- 1889年（明治22年）5月 - 校舎を新築する。
- 1893年（明治26年）4月 - 東上田尋常小学校に改称する。
- 1908年（明治41年）5月 - 下呂尋常高等小学校に統合される。東上田分教室となり、尋常科1～4年生が通学する。
- 1915年（大正4年）9月3日 - 校舎を改築（木造平屋建）する。
- 1925年（大正14年）1月1日 - 町制施行により下呂町となる。
- 1941年（昭和16年）4月1日 - 下呂国民学校東上田分教場に改称する。
- 1947年（昭和22年）4月1日 - 下呂町立下呂小学校東上田分校に改称する。1～4年生が通学し複式学級（1・2年、3・4年）となる。
- 1955年（昭和30年）1月 - 校舎を新築（木造2階建）する。
- 1957年（昭和32年） - プール（貯水池兼用）が完成。
- 1965年（昭和40年）3月 - 廃校。